# مرگ رامین پوراندرجانی
رامین پوراندرجانی (۱۹ خرداد ۱۳۶۲ – ۱۹ آبان ۱۳۸۸) پزشک ایرانی در بازداشتگاه کهریزک بود. او در ساختمان بهداری نیروی انتظامی تهران درگذشت.
مرگ پوراندرجانی در ارتباط با حوادث بازداشتگاه کهریزک دیده می‌شود. او به همراه عبدالرضا سودبخش، از پزشکانی بودند که بازداشت‌شدگان بازداشتگاه کهریزک را به‌طور مستقیم معاینه کرده بودند و هر دو نیز به شکل مشکوکی، پس از وقایع کهریزک، درگذشتند یا ترور شدند.

## زندگی
پوراندرجانی زادهٔ ۱۹ خردادِ ۱۳۶۲ در شهر تبریز بود. در سال ۱۳۷۳ در سازمان ملی استعدادهای درخشان پذیرفته شد و به تحصیل در دبیرستان شهید مدنی، از زیرمجموعه‌های آن سازمان، پرداخت. او در سال ۱۳۸۰ با رتبه ۱۰۶۹ کشوری در رشتهٔ پزشکی در دانشگاه علوم پزشکی اردبیل پذیرفته شد و پس از انتقال به دانشگاه علوم پزشکی تبریز، در سال ۱۳۸۷ از این دانشگاه، فارغ‌التحصیل شد.

## سوابق و افتخارات
پوراندرجانی ضمن تسلط به زبان‌های انگلیسی و فرانسوی، چند مقاله علمی پژوهشی پزشکی نیز منتشر نموده بود. یکی از مقالات علمی او در رابطه با تأثیر مصرف فیناستراید بر ابتلا به افسردگی، در بایومد مرکزی منتشر شده‌است. وی همچنین به‌طور داوطلبانه با یک وب‌سایت مشاوره پزشکی، همکاری کرده و به سوالات مبتلایان به ایدز، پاسخ می‌داد. آموزش زبان انگلیسی به دانشجویان پزشکی، از دیگر فعالیت‌های داوطلبانهٔ او بود.
او در طول تحصیل و پیش از ورود به دانشگاه نیز موفق به کسب افتخاراتی شده بود:
- کسب رتبه اول در شعر دانش‌آموزی سال ۱۳۷۵
- کسب رتبه اول استانی جشنواره خوارزمی سال ۱۳۷۸
- برگزاری نمایشگاه توانمندی‌های دانش‌آموزان سمپاد تبریز در سال ۱۳۷۸

## بازداشتگاه کهریزک
در سال ۱۳۸۷، رامین به عنوان پزشک وظیفه نیروی انتظامی جمهوری اسلامی ایران، مشغول به خدمت سربازی شد. او از اردیبهشت سال ۱۳۸۸ مأموریت یافت تا به‌طور هفتگی به بازداشتگاه کهریزک اعزام شده و بیماران زندانی را معاینه و معالجه نماید. او در جریان وقایع پس از انتخابات ریاست‌جمهوری در سال ۱۳۸۸، جمعاً چهار بار به سوله کهریزک اعزام شده بود.
با درگذشت امیر جوادی‌فر و محسن روح‌الامینی، بازداشتگاه کهریزک تعطیل شد و قرار بود به اتهامات متهمان در دادگاهی علنی رسیدگی شود. رامین پوراندرجانی از سوی مقامات متهم شده بود که در امور پزشکی قصور نموده‌است. این در حالی است که دو روز قبل از مرگ محسن روح‌الامینی، وی توسط پوراندرجانی معاینه شده بود و از وخامت حال روح الامینی مطلع گشته بود.
سایت خبری «نوروز» در این مورد نوشت که «پوراندرجانی، پس از درگذشت روح‌الامینی، به مدت یک هفته بازداشت شد تا اعلام کند که روح‌الامینی به علت ابتلا به مننژیت فوت کرده‌است و نه ضربه به سر.»
در گزارش رسمی تهیه و ارائه شده به دادگاه، در رابطه با نحوهٔ درگذشت محسن روح‌الامینی، اظهار شد که «او بر اثر استرس‌های فیزیکی، آسیب‌ها و جراحت‌های بدنی، ضربات متعدد به ناحیهٔ سر، نگهداری در شرایط بد و عدم رسیدگی، کشته شده‌است.» پوراندرجانی پس از تأیید این موارد و ادای شهادت در این رابطه، توسط نیروی انتظامی بازداشت شد.
از زمان تعطیلی بازداشتگاه کهریزک تا زمان مرگ، پوراندرجانی بارها توسط بازرسی کل ناجا، دادسرای نظامی و شورای انتظامی پزشکی قانونی کشور مورد بازجویی قرار گرفت. او چندی بعد، با قرار وثیقه آزاد شد اما به وی هشدار داده شد که در رابطه با مشاهدات خود در کهریزک، با کسی صحبت نکند. او در مدت آزادی نیز چندین بار از طرف افراد ناشناس تهدید شده بود. رامین در فاصلهٔ کوتاهی پیش از قتل خود، اتفاقات کهریزک را برای عده معدودی از دوستانش بیان نموده و نسبت به امنیت جانی خود نیز اظهار نگرانی کرده بود.

## درگذشت
رامین پوراندرجانی در تاریخ ۱۹ آبان ماه ۱۳۸۸ در ساختمان بهداری نیروی انتظامی تهران درگذشت. مسئولان در رابطه با نحوهٔ درگذشت او، ادعاهای متناقضی داشته‌اند. آن‌ها در ابتدا علت مرگ وی را «سکته قلبی هنگام خواب»، تصادف رانندگی، خودکشی و در نهایت، مسمومیت دارویی عنوان نمودند. وبگاه اصلاح‌طلب «تغییر» مدعی شد که وی خودکشی نموده‌است. دادسرای تهران در بیانیه‌ای در تاریخ ۲۶ آبان ۱۳۸۸ اعلام کرد که پرونده مرگ رامین پوراندرجانی، پزشک بازداشتگاه کهریزک، در دادسرای امور جنایی در حال رسیدگی است.
در تاریخ ۱۰ آذر ۱۳۸۸ عباس جعفری دولت‌آبادی، دادستان تهران، علت مرگ رامین پوراندرجانی را «مسمومیت دارویی» اعلام کرد و گفت که تحقیق دربارهٔ این که «این واقعه خودکشی بوده یا قتل ادامه دارد.» و اعلام نمود «قرص‌هایی که در سالاد کنار وی کشف شده با آنچه پزشکی قانونی اعلام کرده، مطابقت دارد.»

وبگاه موج سبز آزادی در گزارشی نوشت که علت مرگ وی شهادت در دادگاه علیه مجریان زندان کهریزک بوده‌است. او پس از دیدار و ارائه اطلاعاتی پیرامون جزئیات شکنجه‌ها و عوامل آن در کهریزک نگران جان خود بوده‌است. به نوشته این وبگاه او در کمیته ویژه مجلس گفته بود:
محسن را با وضعیت اسفباری بعد از شکنجه‌های جسمی شدید دو روز قبل از مرگش نزد من آورده بودند. حال جسمی او بسیار وخیم بود و امکانات پزشکی من هم بسیار محدود، ولی آنچه توانستم برای نجات وی کردم. در همان زمان بود که از سوی مسئولان کهریزک تهدید شدم که در صورت توضیح علت جراحت‌های وارده بر مجروحان کهریزک از ادامه زندگی باز خواهم ماند.
مسئولان نیروی انتظامی در ابتدا ادعا کرده بودند که روح الامینی بر اثر مننژیت در گذشته‌است، ادعایی که از سوی سایر سازمان‌های مسئول نیز رد شد.
مسعود علیزاده که در ۱۸ تیرماه ۸۸، به دنبال راهپیمایی‌های اعتراضی پس از انتخابات، حوالی چهارراه ولیعصر تهران بازداشت و سپس به بازداشتگاه کهریزک منتقل شده بود، در مورد مشاهدات خود از پوراندرجانی چنین می‌گوید: «آقای مرتضوی برخورد خیلی تندی با رامین پوراندرزجانی کرده بود، حتی گزارش ویژه مجلس نیز ادعای سعید مرتضوی را رد کرد. رامین مدارک زیادی در مورد کهریزک و حتی نقش فرماندهان ناجا داشت که برای نیروی انتظامی خیلی سنگین بود و به همین دلیل رامین را از بین بردند.»
مسئولان همچنین از کالبدگشایی جسد وی نیز جلوگیری کردند که شائبه قتل وی را قوت می‌بخشد. خانواده‌اش نیز به صورت رسمی به دستگاه قضایی شکایت کرده و گفته‌اند که فرزندشان به قتل رسیده، اما قوه قضاییه در پیگیری این موضوع، بی‌تفاوت و بی‌میل بود.

## خاک‌سپاری
خانواده پوراندرجانی پس از فوت وی و پیش از خاک‌سپاری، اجازه کالبدشکافی و یافتن علت مرگ فرزند خود را نیافتند. از سوی دیگر، مراسم خاک‌سپاری وی در تبریز، تحت تدابیر شدید امنیتی برگزار شد و دوستان نزدیک وی نیز اجازه حضور در این مراسم را نیافتند.